# 布卢瓦的彼得
布卢瓦的彼得（拉丁語：Petrus Blesensis； 约1130 —约1211）是一名中世纪法国僧侣、神学家、诗人、外交官。

## 生平
他于1130年左右出生于来自布列塔尼的一个小贵族家庭，1140年代初，他在图尔大教堂接受教育，老师是哲学家Bernardus Silvestris。他可能还师从过索尔兹伯里的约翰，但此说不太可靠。
他后来进入博洛尼亚大学学习罗马法，师从后来的坎特伯雷大主教福尔德的鲍德温以及后来的教皇烏爾巴諾三世。1155年左右他前往巴黎学习神学，之后再巴黎待了11年。他的一些作品可能保存在《布兰诗歌》中。
后来他曾作为法国的使者前往西西里、英格兰充当外交官，曾在坎特伯雷大主教教区任职。后来成为巴斯的领班神父，直至去世。他还当过圣彼得学院教堂的主持牧师，但任内存在一些腐败问题。1202年，他卸任圣彼得学院教堂主持牧师。